# Студентське наукове товариство
Студентське наукове товариство - добровільне студентське об'єднання, що організується в вищих навчальних закладах із метою залучення студентів до науково-дослідної роботи, поширення й узагальнення досвіду цієї роботи, підвищення якості підготовки та виховання майбутніх фахівців.
НДРС сприяє формуванню творчих характеристик  особистості, яка готова ефективно вирішувати теоретичні та прикладні проблеми, що виникають в процесі дослідницької роботи. Залучення широких кіл студентів до науки здійснюється завдяки активній діяльності підрозділів навчального закладу, що відповідальні за вказаний напрям роботи, міжкафедральним науковим центрам та гурткам кафедр, органам студентського самоврядування, з яких провідна роль в цьому процесі належить студентському науковому товариству. Основними цілями товариства є створення і розвиток сприятливих умов для формування кваліфікованих фахівців шляхом інтенсифікації науково-дослідної роботи, участі їх у фундаментальних та прикладних дослідженнях, що проводяться в навчальному закладі, а також забезпечення можливості для кожного студента реалізувати своє право на творчий розвиток особистості згідно з його здібностями і потребами.